# Nazionale maschile di pallavolo della Repubblica Ceca
La nazionale maschile di pallavolo della Repubblica Ceca è una squadra europea composta dai migliori giocatori di pallavolo della Repubblica Ceca ed è posta sotto l'egida della Federazione pallavolistica della Repubblica Ceca.

## Rosa
Segue la rosa dei giocatori convocati per l'European Golden League 2024.
| N° | Nome               | Ruolo | Data di nascita   | Squadra          |
| -- | ------------------ | ----- | ----------------- | ---------------- |
| 1  | Jan Pavlíček       | L     | 7 marzo 2000      | Dukla Liberec    |
| 2  | Jakub Klajmon      | C     | 20 febbraio 2003  | Tours            |
| 5  | Adam Zajíček       | C     | 25 febbraio 1993  | Kladno           |
| 7  | Jiří Benda         | S     | 16 novembre 2003  | Blue Ostrava     |
| 9  | Luboš Bartůněk     | P     | 24 maggio 1990    | Orion            |
| 10 | Ján Svoboda        | S     | 30 luglio 2000    | Odolena Voda     |
| 11 | Lukáš Vašina       | S     | 6 luglio 1999     | Katowice         |
| 13 | David Kollátor     | O     | 15 gennaio 2003   | Lvi Praha        |
| 14 | Daniel Čech        | S     | 6 aprile 1997     | -                |
| 19 | Michael Kovařík    | L     | 19 novembre 1996  | České Budějovice |
| 20 | Petr Spulak        | C     | 1º maggio 2002    | Dürener          |
| 21 | Simon Bryknar      | P     | 12 settembre 2003 | Dukla Liberec    |
| 23 | Patrik Indra       | O     | 8 dicembre 1997   | Chaumont         |
| 25 | Josef Polák        | C     | 11 febbraio 1999  | Maaseik          |
| 61 | Matouš Drahoňovský | S     | 7 maggio 2001     | Avoc Achel       |

## Risultati

### Competizioni FIVB
| 1949 | non esistente   | -            |
| 1952 | non esistente   | -            |
| 1956 | non esistente   | -            |
| 1960 | non esistente   | -            |
| 1962 | non esistente   | -            |
| 1966 | non esistente   | -            |
| 1970 | non esistente   | -            |
| 1974 | non esistente   | -            |
| 1978 | non esistente   | -            |
| 1982 | non esistente   | -            |
| 1986 | non esistente   | -            |
| 1990 | non esistente   | -            |
| 1994 | non qualificata | -            |
| 1998 | 19º posto       | Convocazioni |
| 2002 | 13º posto       | Convocazioni |
| 2006 | 13º posto       | Convocazioni |
| 2010 | 10º posto       | Convocazioni |
| 2014 | non qualificata | -            |
| 2018 | non qualificata | -            |
| 2022 | non qualificata | -            |

### Competizioni CEV
| 1948 | non esistente   | -            |
| 1950 | non esistente   | -            |
| 1951 | non esistente   | -            |
| 1955 | non esistente   | -            |
| 1958 | non esistente   | -            |
| 1963 | non esistente   | -            |
| 1967 | non esistente   | -            |
| 1971 | non esistente   | -            |
| 1975 | non esistente   | -            |
| 1977 | non esistente   | -            |
| 1979 | non esistente   | -            |
| 1981 | non esistente   | -            |
| 1983 | non esistente   | -            |
| 1985 | non esistente   | -            |
| 1987 | non esistente   | -            |
| 1989 | non esistente   | -            |
| 1991 | non esistente   | -            |
| 1993 | non esistente   | -            |
| 1995 | 9º posto        | Convocazioni |
| 1997 | 6º posto        | Convocazioni |
| 1999 | 4º posto        | Convocazioni |
| 2001 | 4º posto        | Convocazioni |
| 2003 | 9º posto        | Convocazioni |
| 2005 | 9º posto        | Convocazioni |
| 2007 | non qualificata | -            |
| 2009 | 16º posto       | Convocazioni |
| 2011 | 10º posto       | Convocazioni |
| 2013 | 16º posto       | Convocazioni |
| 2015 | 13º posto       | Convocazioni |
| 2017 | 7º posto        | Convocazioni |
| 2019 | 13º posto       | Convocazioni |
| 2021 | 8º posto        | Convocazioni |
| 2023 | 12º posto       | Convocazioni |

| 2004 | 1º posto        | Convocazioni |
| 2005 | 7º posto        | Convocazioni |
| 2006 | non qualificata | -            |
| 2007 | 9º posto        | Convocazioni |
| 2008 | non qualificata | -            |
| 2009 | non qualificata | -            |
| 2010 | non qualificata | -            |
| 2011 | non qualificata | -            |
| 2012 | 5º posto        | Convocazioni |
| 2013 | 3º posto        | Convocazioni |
| 2014 | non qualificata | -            |
| 2015 | non qualificata | -            |
| 2016 | non qualificata | -            |
| 2017 | non qualificata | -            |
| 2018 | 2º posto        | Convocazioni |
| 2019 | 8º posto        | Convocazioni |
| 2021 | 7º posto        | Convocazioni |
| 2022 | 1º posto        | Convocazioni |
| 2023 | 4º posto        | Convocazioni |
| 2024 | 3º posto        | Convocazioni |
| 2025 | 2º posto        | Convocazioni |

### Competizioni estinte
| 1990 | non esistente   | -            |
| 1991 | non esistente   | -            |
| 1992 | non esistente   | -            |
| 1993 | non esistente   | -            |
| 1994 | non qualificata | -            |
| 1995 | non qualificata | -            |
| 1996 | non qualificata | -            |
| 1997 | non qualificata | -            |
| 1998 | non qualificata | -            |
| 1999 | non qualificata | -            |
| 2000 | non qualificata | -            |
| 2001 | non qualificata | -            |
| 2002 | non qualificata | -            |
| 2003 | 4º posto        | Convocazioni |
| 2004 | non qualificata | -            |
| 2005 | non qualificata | -            |
| 2006 | non qualificata | -            |
| 2007 | non qualificata | -            |
| 2008 | non qualificata | -            |
| 2009 | non qualificata | -            |
| 2010 | non qualificata | -            |
| 2011 | non qualificata | -            |
| 2012 | non qualificata | -            |
| 2013 | non qualificata | -            |
| 2014 | 16º posto       | Convocazioni |
| 2015 | 15º posto       | Convocazioni |
| 2016 | 18º posto       | Convocazioni |
| 2017 | 20º posto       | Convocazioni |

| 2018 | 2º posto        | Convocazioni |
| 2019 | non qualificata | -            |
| 2022 | 4º posto        | Convocazioni |
| 2023 | non qualificata | -            |
| 2024 | non qualificata | -            |